# Autobiographie érotique
Autobiographie érotique est un roman autobiographique de l'écrivain américain Bruce Benderson, paru initialement dans sa traduction en français le 1er septembre 2004 aux éditions Payot & Rivages avant d'être publié en anglais aux États-Unis et au Royaume-Uni en 2006 sous le titre The Romanian: Story of an Obsession. Il a obtenu en 2004 le prix de Flore.

## Historique
Autobiographie érotique, qui est en partie le récit d'un voyage journalistique de l'auteur dans le monde de la prostitution masculine en Hongrie et en Roumanie, paraît initialement dans sa traduction en français et reçoit en novembre 2004 le prix de Flore,. L'obtention de ce prix permet alors à Bruce Benderson de trouver une maison d'édition dans le monde anglophone pour publier la version originale du roman intitulée The Romanian qui fait référence à l'autre personnage principal du livre, Romulus, le roumain rencontré à Budapest dont l'auteur tombe amoureux.

## Éditions
- Éditions Payot & Rivages, trad. Thierry Marignac, 2004,  (ISBN 978-2743612917).
- Éditions Payot & Rivages, trad. Thierry Marignac, coll. « Rivages poche », no 540, 2006, 416 p.,  (ISBN 9782743615529).
- (en) The Romanian, Penguin / Tarcher, 2006,  (ISBN 978-1-58542-478-8).